# Hugo Jessen

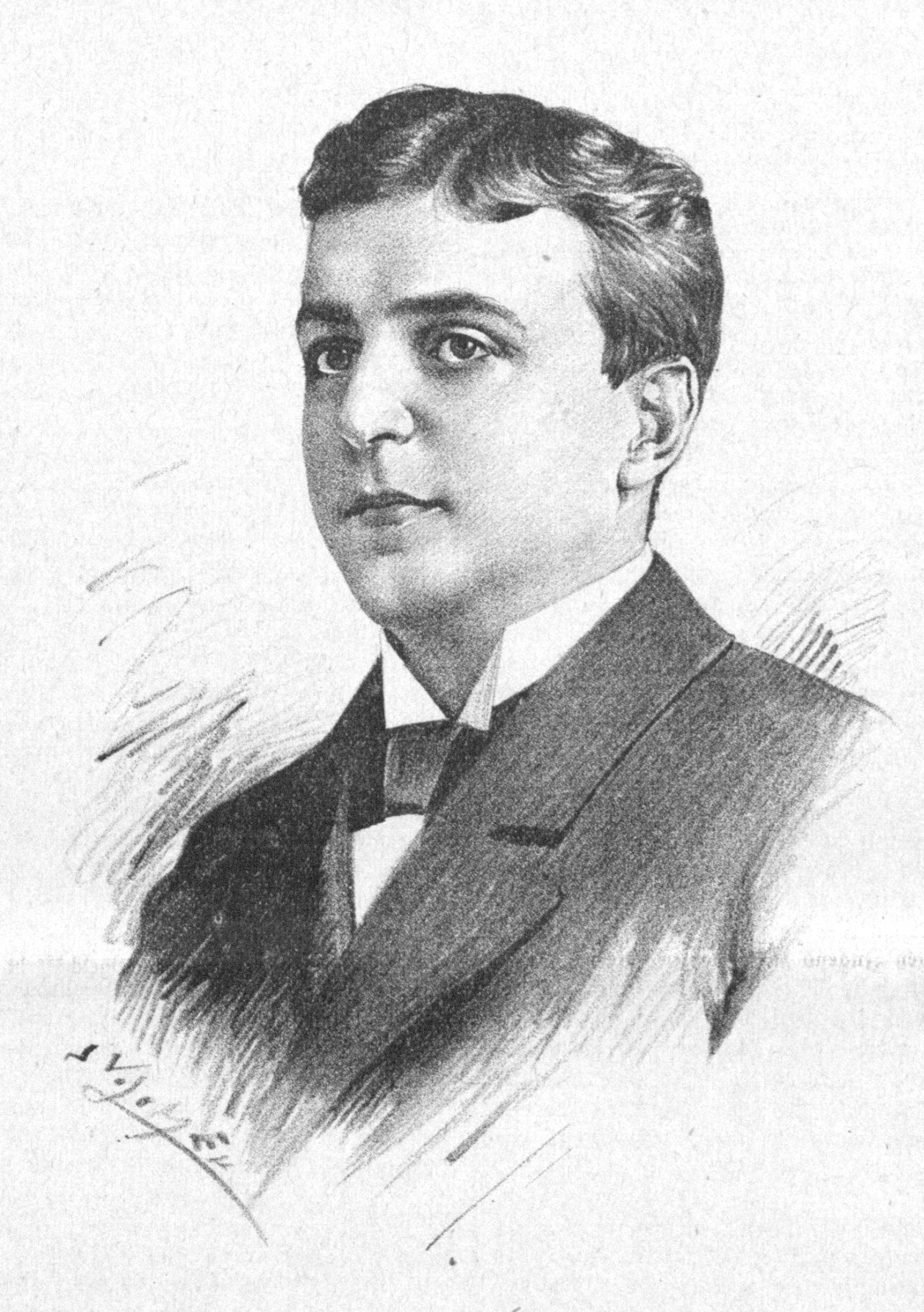
Hugo Jessen, 1893

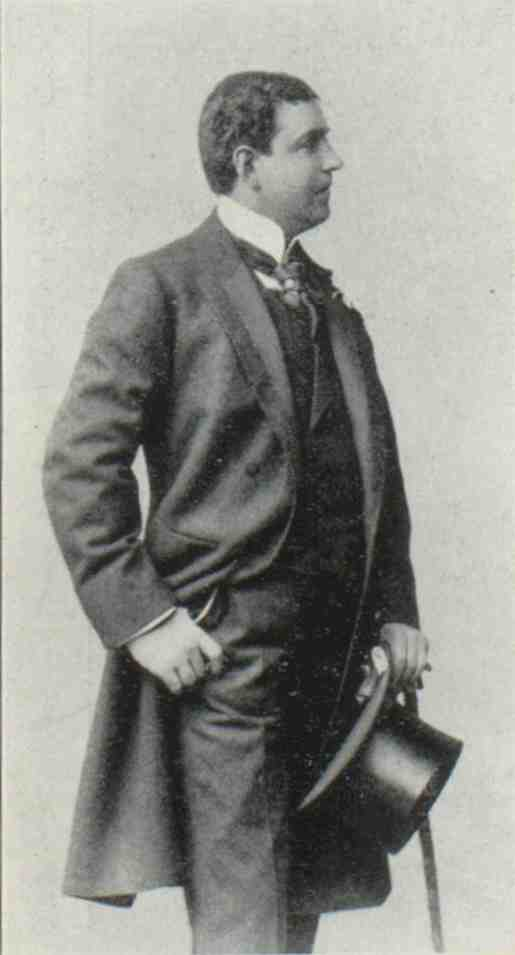
Hugo Jessen, vor 1906

Hugo Jessen (22. August 1867 in Glückstadt, Holstein – 8. Januar 1906 in Göppingen) war ein deutscher Theaterschauspieler.

## Leben
Hugo Jessen war der Sohn eine Sanitätsrats (* 1827) und ein direkter Nachkomme Martin Luthers. Er studierte in München Medizin, und als er 1887 zu Besuch in Lübeck weilte, beschloss er „unter dem Einfluss der dort gewonnenen theatralischen Eindrücke, das Studium gänzlich aufzugeben und sich der Bühnenlaufbahn zuzuwenden“. Er nahm daraufhin dramatischen Unterricht bei dem Schauspieler August Niemann.

### Beruf
Sein erstes Engagement erhielt Jessen 1889 in Stade am Tivolitheater und kam noch im Winter an das Stadttheater in Lübeck, wo er bis 1892 wirkte. Dann erhielt er ein Engagement an dem Deutschen Volkstheater in Wien, wo „er wohl nur in zweiten Rollen zur Geltung kam, allein diese mit vielem Glück zur Darstellung brachte“. 1894 erhielt er einen Ruf an das Hoftheater in Stuttgart. Dort behauptete er sich als „gern gesehener Darsteller, der es verstand, durch seine Begabung und seine vorteilhaften künstlerischen Eigenschaften sich einen großen Kreis von Freunden und Verehrern zu erringen. Bonvivants und jugendliche Liebhaber zählten zu seinen beliebtesten Rollen.“

### Ehe
Nach seinem Engagement an die Hofbühne wohnte Jessen bis 1902 in der Hohenheimer Straße 50 B. Am 1. September 1902 heiratete er in der Lukaskirche in München die Schauspielerin Emmy Remolt-Jessen. Sie stammte aus München und war seit 1899 ebenfalls am Hoftheater in Stuttgart engagiert. Nach der Heirat wohnte das Ehepaar 1903 in der Neckarstraße 35 (abgegangen) und danach in der Kernerstraße 19 B.

### Krankheit
Bereits gegen Ende 1902 litt Jessen unter ersten Symptomen einer psychischen Erkrankung. Er wurde im Frühjahr 1903 unter Vormundschaft gestellt und in das Bürgerhospital in Stuttgart eingewiesen. Nach der Besserung seines Zustandes verbrachte er das Frühjahr 1904 zur Rekonvaleszenz bei seinen Eltern in Itzehoe. Auf Grund eines schweren Rückfalls holte ihn seine Frau Mitte 1904 nach Stuttgart zurück und ließ ihn in die Heilanstalt Christophsbad in Göppingen einweisen. Seine Krankheit wurde nach dem damaligen Stand der Medizin als unheilbar diagnostiziert. Jessen starb am 8. Januar 1906 im Alter von nur 38 Jahren im Christophsbad und wurde am 10. Januar bestattet. Seine Frau überlebte ihn um einige Jahrzehnte, zog nach ihrer Ausbombung in Stuttgart 1944 nach Göppingen, wo sie 1948 verstarb. Sie wurde im gleichen Grab bestattet wie ihr Mann (das Grab wurde inzwischen abgeräumt).

### Allgemein
- Ludwig Eisenberg: Großes biographisches Lexikon der Deutschen Bühne im XIX. Jahrhundert. Verlag von Paul List, Leipzig 1903, Seite 482–483, (Textarchiv – Internet Archive)
- Wilhelm Kosch: Deutsches Theater-Lexikon. Zweiter Band, Klagenfurt und Wien 1960, Seite 908–909.
- Rudolf  Krauß: Emmy Remolt. In: Bühne und Welt : Zeitschrift für Theaterwesen, Literatur und Musik, 6. Jahrgang, 1904, Seite 732–736.
- Neuer Theater-Almanach : theatergeschichtliches Jahr- und Adressenbuch 1894–1906.

### Archive
- Landesarchiv Baden-Württemberg, Staatsarchiv Ludwigsburg
  - E 18 VI Bü 146, Personalakte Hugo Jessen.
  - E 18 VI Bü 1270, Personalakte Emmy Remolt-Jessen.
- Archiv des Klinikums Christophsbad in Göppingen
  - Akten über Hugo Jessen und Emmy Remolt-Jessen (nicht frei zugänglich).